# 이언 맥과이어
이언 맥과이어(Ian McGuire, 1964년 ~ )는 영국의 작가이다.

## 생애
1964년 태어나 잉글랜드 북동부 헐에서 자랐다. 맨체스터 대학교를 졸업하고 서식스 대학교에서 석사 학위를, 미국 버지니아 대학교에서 박사 학위를 받았다. 대학에서 문예 창작을 가르치던 그는 2006년 첫 번째 장편소설 《놀라운 몸》을 출간했고, 2015년에는 미국 작가 리처드 포드의 생애와 문학을 다룬 평전을 쓰기도 했다. 2016년 두 번째 장편소설인 《얼어붙은 바다》를 출간했으며 이 작품은 2016년 맨부커상 후보작, 2018년 더블린 국제 문학상 후보작으로 선정되었다. 또한 BBC에서 미니시리즈로 만들어질 예정이다. 맥과이어는 현재 맨체스터 대학교에서 '새로운 글쓰기 센터'의 공동 창립자로 일하며 작품 활동을 이어 가고 있다.

## 저서

### 소설
- Incredible Bodies (2006)
- The North Water (2016) 《얼어붙은 바다》, 정병선 옮김(열린책들, 2017)
- The Abstainer (2020)

### 논픽션
- Richard Ford and the Ends of Realism (1971).